# Station Grevenmacher
Station Grevenmacher (Luxemburgs: Gare Gréivemaacher) was een spoorwegstation in de gemeente Grevenmacher in het oosten van Groothertogdom Luxemburg. Het station was het eindpunt van lijn 1a (Ettelbruck - Grevenmacher).